# Jim Allen (calciatore)
Jim Allen (Limavady, 15 maggio 1859 – 1937) è stato un calciatore nordirlandese, di ruolo difensore.